# Son tornate a fiorire le rose
Pour plus de détails, voir Fiche technique et Distribution.
Son tornate a fiorire le rose est une comédie romantique italienne réalisée par Vittorio Sindoni et sortie en 1975.
C'est la suite du film Amore mio non farmi male, sorti l'année précédente. Les deux films mettent en vedette les mêmes acteurs dans leurs rôles respectifs, mais alors que dans Amore mio non farmi male les protagonistes centraux étaient les deux enfants, ici l'histoire se concentre davantage sur les aventures privées de leurs parents.

## Synopsis
De l'union entre Anna et Marcello est née Paoletta, une petite fille qui est souvent gardée par ses grands-parents Paolo et Linda, puisque les deux jeunes, après leur mariage, sont allés vivre chez les De Simone. Paolo vit mal la condition de son grand-père qui le fait se sentir moralement plus vieux qu'il n'est. Demandant conseil à son beau-père Carlo, qui semble avoir trouvé des solutions alternatives avec sa femme Sabina, il décide d'essayer différents types de loisirs qui s'avèrent infructueux. À une occasion, il risque la vie de sa petite-fille alors qu'il est distrait par une jeune et séduisante fille.
Bien qu'il ait réussi à consolider à nouveau sa relation physique avec sa femme Linda, Paolo est en revanche excessivement aux petits soins de sa petite-fille. Après une série de mésaventures, c'est Anna et Marcello qui se mettent progressivement à dos leurs parents respectifs, d'abord en annonçant qu'ils veulent partir vivre seuls, puis en les évinçant de la fête du premier anniversaire de Paoletta.
Ayant retrouvé la vigueur de leurs premières années de mariage, la passion entre les deux couples de parents se ravive à tel point que les deux femmes, malgré leur âge plus que précoce, tombent enceintes pour la deuxième fois. A la fin du film, Carlo se retrouve donc avec un autre fils et Paolo avec pas moins de deux filles jumelles.

## Fiche technique
- Titre original italien : Son tornate a fiorire le rose[1] (litt. « Les roses refleurissent »)
- Réalisation : Vittorio Sindoni
- Scenario : Vittorio Sindoni, Ghigo De Chiara (it)
- Photographie :	Safai Teherani
- Montage : Mariano Faggiani
- Musique : Enrico Simonetti
- Décors : Giorgio Luppi
- Costumes : Adriana Berselli
- Production : Luciano Giotti
- Société de production : Megavision, S.E.P.A.C. - Società Europea Produzioni Associate Cinematographica
- Société de distribution : Produzioni Atlas Consorziate
- Pays de production :  Italie
- Langue originale : Italien
- Format : Couleurs - Son mono - 35 mm
- Durée : 105 minutes
- Genre : Comédie romantique
- Date de sortie :
  - Italie : 17 octobre 1975

## Distribution
- Walter Chiari : Paolo De Simone
- Valentina Cortese : Sabina Foschini
- Luciano Salce : Carlo Foschini
- Macha Méril : Linda De Simone
- Roberto Chevalier (it) : Marcello Foschini
- Leonora Fani : Anna De Simone
- Enzo Robutti : Laganà, le collègue de Paolo
- Leopoldo Trieste : Colonel Pattavina
- Cinzia Monreale : Gioia
- Armando Bandini (en) : commissaire
- Giuliano Persico : le receleur Procacci